# Release-Bewegung
Die Release-Bewegung war eine Selbsthilfebewegung von Drogenabhängigen, die 1967 in London entstand und seit 1970 auch Zentren in der Bundesrepublik Deutschland gründete. Über den Selbsthilfeaspekt hinaus war die Release-Bewegung politisch aktiv, gegen die Kriminalisierung von Drogenabhängigen und für die Etablierung einer angemessenen Hilfestruktur. Sie leistete als Hilfsorganisation Pionierdienste für die Akzeptierende Drogenarbeit.

## Geschichte und Positionen
Die Gründung der Release-Bewegung wird der britischen Journalistin Caroline Coon zugeschrieben. Unter dem Eindruck einer Gerichtsverhandlung wegen kleinerer Drogendelikte gegen Mick Jagger, der einen Spitzenanwalt verpflichtet hatte und freigesprochen wurde, gründete Coon 1967 in London gemeinsam mit Jura-Studenten Release London und bot mittellosen Drogenabhängigen Rechtsberatung an. Das Angebot wurde bald um allgemeine Beratungsdienste und schließlich zu umfassenden alternativen Therapiemöglichkeiten ausgebaut. Im September 1970 eröffnete der Verein zur Bekämpfung der Rauschgiftgefahr in Hamburg das erste deutsche Release-Center und begann mit Telefonberatung. Erste therapeutische Wohngemeinschaften wurden geplant. Im November 1970 entstand in Heidelberg das zweite deutsche Release-Center, aus dem 1972 die Free Clinic Heidelberg erwuchs. Bald entstanden Release-Initiativen in Berlin, München, Bremen und Frankfurt am Main. Nach einem Professionalisierungs- und Bürokratisierungsprozess ist die Release-Bewegung in etablierte Träger der Drogenhilfe aufgegangen. So hat der große hamburgische Suchthilfeträger jugend hilft jugend e.V. seine Wurzeln in der Release-Bewegung.
Politisch kann die Release-Bewegung als Folgeerscheinung der Außerparlamentarischen Opposition betrachtet werden. Dem Drogenkonsum wurde ein Doppelcharakter attestiert: Der Konsum wurde einerseits in der Tradition der Hippiebewegung als Weg zur Bewusstseinserweiterung akzeptiert, andererseits als Ausdruck der Entfremdung in kapitalistischen Gesellschaften und der daraus resultierenden psychischen Deformation therapeutisch bearbeitet. Die gesellschaftskritischen Release-Positionen wurden für den deutschsprachigen Raum in der weit verbreiteten Schrift Helft euch selbst dargestellt.